# 馬歇爾鎮區 (明尼蘇達州毛爾縣)
馬歇爾鎮區（英語：Marshall Township）是位於美國明尼蘇達州毛爾縣的一個行政鎮區。

## 地方資料
馬歇爾鎮區的面積為89.79平方千米，皆為陸地。根據2020年美國人口普查的數據，當地共有人口315人，而人口密度為每平方千米3.51人。